# Великобритания и Гражданская война в США

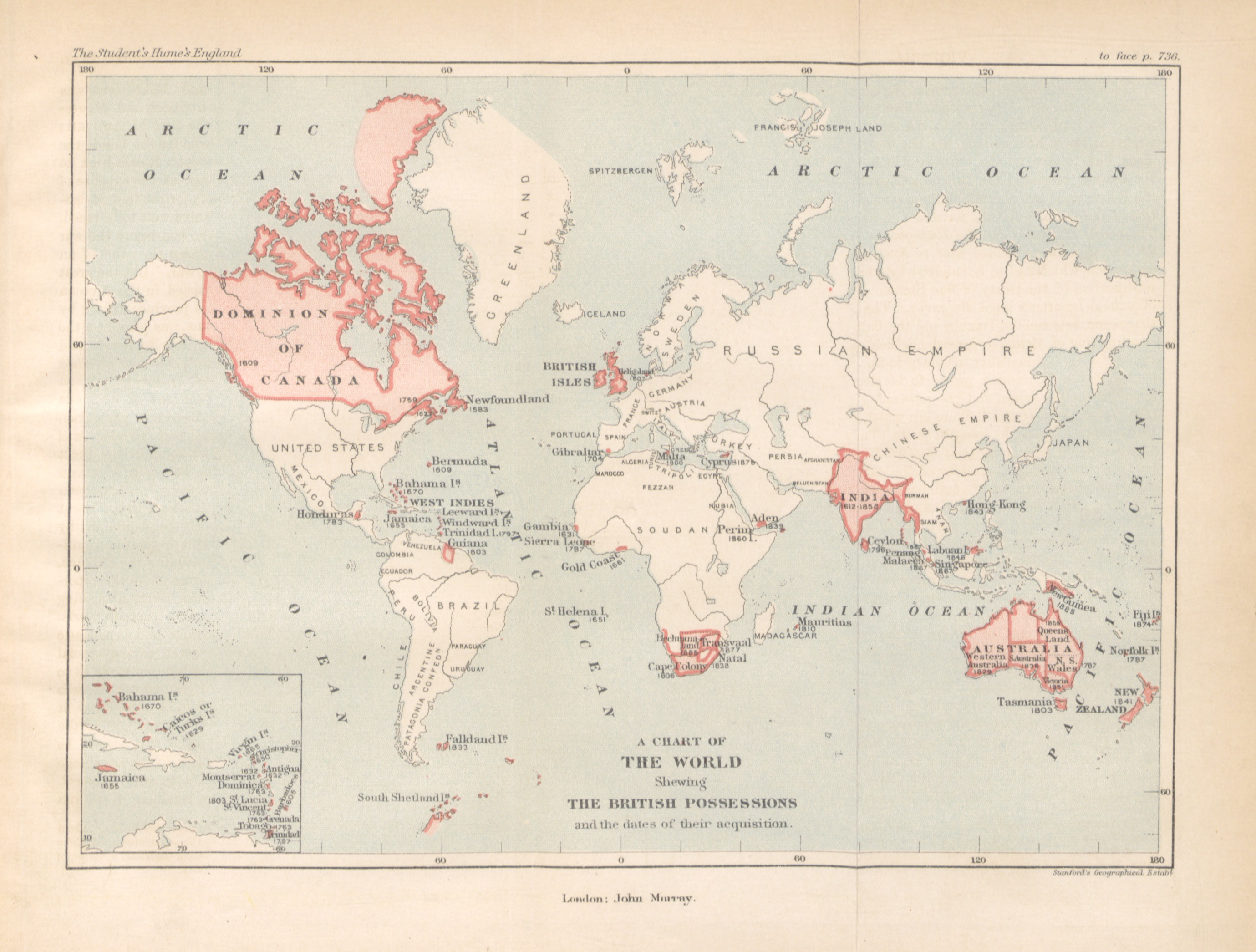
Великобритания и её колонии в 1858 году.

Соединенное Королевство Великобритании и Ирландии оставалось официально нейтральным на протяжении всей Гражданской войны в США (1861—1865). Он юридически признал воюющий статус Конфедеративных Штатов Америки (КША), но никогда не признавал их как нацию, не подписывал с ними договор и никогда не обменивался послами. Более 90 процентов торговли Конфедерации с Великобританией прекратилось, что привело к острой нехватке хлопка к 1862 году. Частные британские участники блокады отправляли боеприпасы и предметы роскоши в порты Конфедерации в обмен на хлопок и табак.. В Манчестере массовое сокращение запасов американского хлопка вызвало экономическую катастрофу, известную как Ланкаширский хлопковый голод. Несмотря на высокий уровень безработицы, некоторые манчестерские производители хлопка из принципиальных соображений отказались перерабатывать какой-либо хлопок из Америки, что вызвало прямую похвалу со стороны президента США Авраама Линкольна, на статуе которого в Манчестере установлена мемориальная доска с его словами признательности текстильщикам за «помощь в отмене рабства». Высшие британские чиновники обсуждали предложение о посредничестве в первые 18 месяцев, чего хотела Конфедерация, но Союз категорически отвергал.
Между Великобританией и США продолжалась крупномасштабная торговля. США поставляли зерно в Великобританию, а Великобритания продавала в США промышленные товары и боеприпасы. Британская торговля с Конфедерацией упала более чем на 90 % по сравнению с довоенным периодом, при этом небольшое количество хлопка отправлялось в Великобританию, а сотни тысяч боеприпасов и предметов роскоши проникли в страну многочисленными мелкими блокадопрорывателями, управляемыми и финансируемыми британскими частными компаниями.
Стратегия Конфедерации по обеспечению независимости во многом основывалась на надежде на военное вмешательство Великобритании и Франции. Серьёзный дипломатический спор разгорелся по поводу « инцидента с судном Trent» в конце 1861 года, но он был разрешен мирным путем через пять недель.
Британское вмешательство, вероятно, осуществлялось только в сотрудничестве с Францией, которая была занята авантюрой в Мексике. К началу 1863 года интервенция уже не рассматривалась всерьез, поскольку Великобритания переключила свое внимание на другие страны, особенно на Россию и Грецию. Кроме того, в момент начала американского конфликта, как для Соединённого Королевства, так и для Франции, длившаяся с октября 1853 года по февраль 1856 года дорогостоящая и противоречивая Крымская война. Соединённое Королевство имело серьёзные обязательства в Британской Индии после восстания 1857 года, а Франция имела крупные имперские амбиции за пределами Западного полушария, и рассматривала или уже начала военные предприятия в Марокко, Китае, Вьетнаме, Северной Африке и Италии.
Долгосрочной проблемой была продажа оружия и военных кораблей Конфедерации. Несмотря на яростные протесты США, Великобритания не остановила продажу оружия и работы верфи (John Laird and Sons) от строительства двух военных кораблей для Конфедерации, включая CSS Alabama. Этот спор, известный как «Дело «Алабамы»», был частично разрешен мирным путем после Гражданской войны, когда международный трибунал присудил США 15,5 миллионов долларов только за ущерб, причиненный военными кораблями.
В конце концов, участие Великобритании не оказало существенного влияния на исход войны. Дипломатическая миссия США, возглавляемая Чарльзом Фрэнсисом Адамсом-старшим, оказалась гораздо более успешной, чем миссии Конфедерации, которые никогда официально не признавались Великобританией.

## Позиция конфедерации
В руководстве конфедерации, возглавляемом президентом Джефферсоном Дэвисом, доминировала идея «короля Хлопка» о том, что зависимость Великобритании от хлопка в её крупной текстильной промышленности приведет к дипломатическому признанию конфедерации и посредничеству или военному вмешательству. Конфедераты не рассылали агентов, чтобы выяснить, будет ли политика короля Хлопка эффективной. Вместо этого весной 1861 года поставки хлопка в Европу были прекращены по требованию народа, а не по решению правительства. Когда прибыли дипломаты КША, они попытались убедить британских лидеров в том, что военно-морская блокада США была незаконной бумажной блокадой.
Историк Чарльз Хаббард пишет::
Дэвис оставил внешнюю политику другим членам правительства и вместо того, чтобы развивать агрессивные дипломатические усилия, был склонен ожидать, что события будут способствовать достижению дипломатических целей. Новый президент был привержен идее, что хлопок обеспечит признание и легитимность со стороны держав Европы. Люди, выбранные Дэвисом на посты государственного секретаря и эмиссаров в Европу, были выбраны по политическим и личным причинам, а не по их дипломатическому потенциалу. Частично это было связано с верой в то, что хлопок может достичь целей конфедерации без особой помощи со стороны дипломатов конфедерации.
Хаббард добавил, что политика Дэвиса была упрямой и принудительной. Стратегия короля Хлопка встретила сопротивление европейцев. Военный министр Джуда Бенджамин и министр финансов Кристофер Меммингер предупредили, что хлопок следует немедленно экспортировать, чтобы получить иностранные кредиты.

## Позиция союза

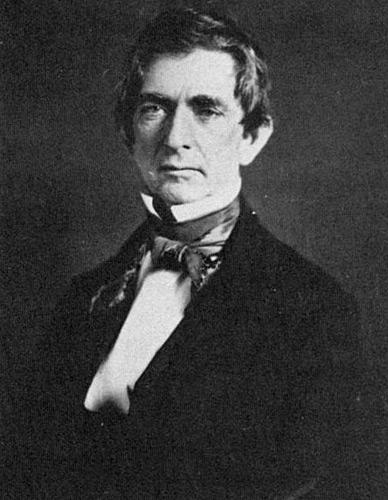
Уильям Генри Сьюард

Главной целью союза во внешней политике было поддержание дружественных отношений и крупномасштабной торговли со всем миром и предотвращение любого официального признания конфедерации какой-либо страной, особенно Великобританией. Другие опасения включали запрет конфедерации покупать военные корабли иностранного производства; получение европейской поддержки политики против рабства; и привлечение рабочих-иммигрантов, фермеров и солдат. На протяжении 1850-х годов англо-американские отношения постоянно улучшались. Проблемы Орегона, Техаса и границы между Соединёнными Штатами и британскими колониями были решены, и торговля шла оживленно. Госсекретарь и главный архитектор американской внешней политики во время войны Уильям Генри Сьюард намеревался сохранить политические принципы, которые хорошо служили стране со времен Американской революции: «невмешательство Соединённых Штатов в дела других стран» и сопротивление иностранному вмешательству в дела США и других стран этого полушария"

## Позиция Великобритании

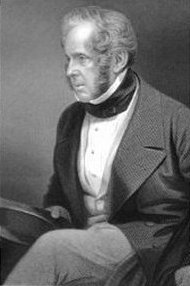
Генри Пальмерстон.

Британское общественное мнение по поводу Гражданской войны в США разделилось. Конфедерация, как правило, пользовалась поддержкой элит: аристократии и земельного дворянства, которые идентифицировали себя с классом южных плантаторов, а также англиканского духовенства и некоторых профессионалов, которые восхищались традициями, иерархией и патернализмом. Союз поддерживали средние классы, религиозные нонконформисты, интеллектуалы, реформаторы и большинство фабричных рабочих, которые считали рабство и принудительный труд угрозой статусу рабочего человека. Однако историки отмечают, что большинство британцев не высказали своего мнения по этому поводу Что касается правительства, то канцлер казначейства Уильям Юарт Гладстон, чье семейное состояние до 1833 года было основано на рабстве в Вест-Индии, поддержал конфедерацию. Министр иностранных дел лорд Джон Рассел хотел нейтралитета. Премьер-министр лорд Генри Пальмерстон колебался между поддержкой национальной независимости, своим противодействием рабству и сильными экономическими преимуществами сохранения нейтралитета Британии.
Ещё до начала войны Пальмерстон проводил политику нейтралитета. Его международные интересы были сосредоточены в Европе, где ему приходилось наблюдать как за амбициями Наполеона III, так и за возвышением Отто фон Бисмарка в Пруссии. Были также серьёзные проблемы с участием Италии, Польши, России, Дании и Китая. Реакция Великобритании на американские события определялась прошлой британской политикой и её собственными стратегическими и экономическими национальными интересами. В Западном полушарии, по мере улучшения отношений с США, Великобритания стала осторожнее подходить к конфронтации с ними по вопросам Центральной Америки. Как военно-морская держава, Великобритания имела долгий опыт принуждения нейтральных стран к соблюдению её блокад, и эта перспектива с самых первых дней войны привела к фактической поддержке блокады Союза и разочарованию на Юге.
Дипломаты подозрением отнеслись к мотивам британцев. Посол России в США Эдуард Стекль отмечал: «Лондонский кабинет внимательно наблюдает за внутренними разногласиями в Союзе и ожидает результатов с нетерпением, которое ему трудно скрыть». Дипломат сообщал своему правительству, что Великобритания признает Конфедерацию при первой же возможности. Посол США в России Кассиус Марселлус Клей заявил: «Я с первого взгляда увидел, что чувствует Англия. Они надеялись на нашу гибель! Они завидуют нашей власти. Их не волнуют ни Юг, ни Север. Они ненавидят их обоих».
Линкольн назначил Чарльза Фрэнсиса Адамса-старшего послом в Великобритании. Важная часть его миссии заключалась в том, чтобы дать понять британцам, что война была чисто внутренним восстанием и не давала Конфедерации никаких прав в соответствии с международным правом. Любое движение Великобритании к официальному признанию Конфедерации будет рассматриваться как недружественный акт по отношению к США. Инструкции Адамсу включали предложение разъяснить Британии, что нация с широко разбросанными владениями, а также родиной, включающей Шотландию и Ирландию, должна быть очень осторожной, «создавая опасный прецедент».
Лорд Ричард Лайонс был назначен британским посланником в США в апреле 1859 года. Выпускник Оксфорда, он имел двадцатилетний дипломатический опыт, прежде чем получил этот американский пост. Лайонс, как и многие британские лидеры, имел сомнения в отношении Сьюарда и свободно делился ими в своей переписке, которая широко распространялась в британском правительстве. Ещё 7 января 1861 года, задолго до того, как администрация Линкольна вступила в должность, Лайонс написал Расселу о Сьюарде:
Я не могу не опасаться, что он окажется опасным министром иностранных дел. Его взгляд на отношения между Соединенными Штатами и Великобританией всегда заключался в том, что они являются хорошим материалом для наживания политического капитала... Я не думаю, что г-н Сьюард подумывал бы о том, чтобы действительно начать войну с нами, но он был бы рад сыграть в старую игру, добиваясь популярности здесь, проявляя насилие по отношению к нам.
Несмотря на недоверие к Сьюарду, на протяжении 1861 года Лайонс поддерживал «спокойную и размеренную» дипломатию, которая способствовала мирному разрешению инцидента с судном Trent.

## Инцидент с судном Trent
Открытая война стала возможной в конце 1861 года, когда ВМС США взяли под свой контроль британский почтовый корабль и захватили двух дипломатов Конфедерации. Президент Конфедерации Джефферсон Дэвис назначил Джеймса Мюррея Мэйсона и Джона Слайделла комиссарами, которые будут представлять интересы Конфедерации в Англии и Франции. Они отправились в Гавану, а оттуда — отплыли в Англию на британском почтовом пароходе RMS Trent. На их поиски был направлен USS San Jacinto Чарльза Уилкса.
В то время было общепринято, что находящаяся в состоянии войны государство могло останавливать и обыскивать нейтральные торговые судна при подозрении, что они перевозят депеши противника. Мейсон и Слайделл, рассуждал Уилкс, по сути были донесениями Конфедерации, и поэтому он имел право удалить их с корабля иного государства. 8 ноября 1861 года San Jacinto дважды выстрелил через нос Trent, отправил на борт британского корабля команду, схватил комиссаров и с триумфом увез их в США, где они содержались в плену в Бостоне. Уилкса провозгласили национальным героем.
Нарушение нейтрального права вызвало бурю негодования в Великобритании, направившей 11 тыс. солдат в Канаду и перевёдшей свой флот на военную позицию с планами блокады Нью-Йорка в случае начала войны. Кроме того, британцы наложили эмбарго на экспорт необходимой США для производства пороха селитры, примерно 90 % мировых природных запасов которой были на британской территории, а у США была закупочная комиссия в Лондоне. В Вашингтон была направлена резкая нота с требованием возвращения пленных в качестве извинений. Обеспокоенный возможным вступлением Британии в войну Линкольн проигнорировал антибританские настроения в американском обществе и приказал освободить заключённых, что было интерпретировано британцами как извинение.
В любом случае война была маловероятна, поскольку США не только импортировали селитру из Великобритании, но и обеспечивали её в годы войны более 40 % импорта пшеницы, приостановка торговли привела бы к серьёзному нарушению поставок продовольствия. Великобритания импортировала около 25-30 % своего зерна, а плохие урожаи в 1861 и 1862 годах во Франции сделали Великобританию ещё более зависимой от грузов из Нью-Йорка. Более того, британские банки и финансовые учреждения в лондонском Сити профинансировали многие проекты в США, например, строительство железных дорог. Были опасения, что война приведет к огромным финансовым потерям, поскольку инвестиции будут потеряны, а кредиты не выплачены.
К 1863 году дефицит хлопка в Великобритании был частично восполнен импортом из Индии и Египта. Дело Трента привело к заключению в 1862 году пресекавшего работорговлю в Атлантическом океане силами флотов США и Великобритании Лайонско-Сьюардского договора.

## Вопрос рабства и торговля с Конфедерацией
Конфедеративные Штаты Америки возникли после того, как семь из пятнадцати рабовладельческих штатов отделились из-за избрания президента-республиканца Авраама Линкольна, партия которого стремилась к географическому сдерживанию рабства и ослаблению политической власти рабовладельцев. Рабство было краеугольным камнем плантационной экономики Юга, хотя оно и противоречило моральным чувствам большинства людей в Британии, которая отменила рабство в своей империи в 1833 году. До осени 1862 года немедленная отмена рабства не была проблемой в Британии. война; Фактически, некоторые штаты Союза (Кентукки, Мэриленд, Миссури, Делавэр и территория, ставшая Западная Виргиния) разрешили рабство. В 1861 году штат Миссури пытался экстрадировать из Канады сбежавшего раба Джона Андерсона, чтобы он предстал перед судом за убийство, совершенное во время его бегства, за которое некоторые в Британии ошибочно полагали, что наказанием должно было быть сожжение заживо..
Прокламация Линкольна об освобождении рабов, объявленная в предварительной форме в сентябре 1862 года, сделала прекращение рабства целью войны и потенциальное европейское вмешательство на стороне Юга становилось непопулярным. Однако некоторые британские лидеры ожидали, что это вызовет крупномасштабную расовую войну, которая может потребовать иностранного вмешательства. Гладстон открыл дебаты в кабинете министров о том, следует ли Великобритании вмешиваться, подчеркнув, что гуманитарная интервенция должна остановить ошеломляющее число погибших, риск расовой войны и неспособность Союза достичь решающих военных результатов. В конечном итоге кабинет решил, что ситуация в Америке менее острая, чем необходимость сдерживания российской экспансии, поэтому он отказался от вмешательства.
Во время Гражданской войны несколько британских оружейных компаний и финансовых фирм тайно вели дела с агентами Конфедерации в Европе, снабжая её крайне необходимым оружием и военными товарами на протяжении всего конфликта в обмен на южный хлопок. Такие компании, как Trenholm, Fraser & Company, также предоставляли финансирование британским верфям, которые строили блокадопрорывателей используемые для обхода блокады Союзом импорта крайне необходимого хлопка, от которого сильно зависели текстильные фабрики в Великобритании. Британские компании, такие как Sinclair, Hamilton and Company, S. Isaac, Campbell & Company, London Armory Company и другие, были основными поставщиками оружия и военных товаров, часто предоставляя кредиты агентам Конфедерации для совершения таких покупок. Один историк подсчитал, что эти действия продлили Гражданскую войну на два года и стоили ещё 400 тыс. жизней солдатам Союза и Конфедерации и мирным жителям..

## Возможность признания Конфедерации
Возможность признания Конфедерации вышла на первый план в конце лета 1862 года. В то время попытка США захватить столицу Конфедерации город Ричмонд провалилась, и конфедераты на востоке и западе перешли в наступление. Чарльз Фрэнсис Адамс-старший предупредил Вашингтон, что британское правительство может очень скоро предложить посредничество. Признание, как предупреждал Адамс, грозило полномасштабной войной с Соединёнными Штатами. Война будет включать в себя вторжение в Канаду, полномасштабное нападение Америки на британские судоходные интересы по всему миру, прекращение поставок американского зерна, которое обеспечивало большую часть британских поставок продовольствия, а также прекращение британских продаж техники и материалов в США. Однако британское руководство считало, что, если армии Союза потерпят решительное поражение, США cмогут смягчить свою позицию и пойти на посредничество.
Министр иностранных дел Великобритании Джон Рассел не поддержал Мэйсона, но после того, как новости о Второй битве при Булл-Ране достигли Лондона в начале сентября, Пальмерстон согласился, что в конце сентября может состояться заседание кабинета министров, на котором Пальмерстон и Рассел попросят одобрения внести предложение о посредничестве. Затем Рассел и Пальмерстон решили не выносить этот план на рассмотрение кабинета министров, пока не получат дальнейшие сведения о вторжении Ли на Север. Если северяне потерпят поражение, предложение будет принято; если Ли потерпит неудачу, возможно, стоит подождать ещё немного, прежде чем предпринимать какие-либо действия.

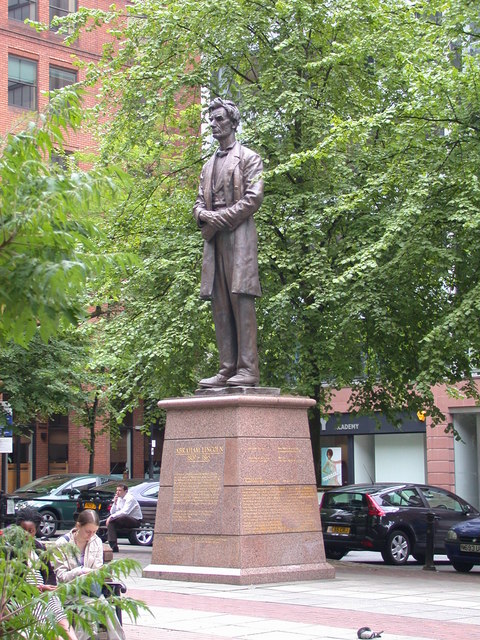
Статуя Авраама Линкольна в Манчестере, на постаменте высечен отрывок из его письма.

Британский рабочий класс, особенно британские рабочие, пострадавшие от хлопкового голода в Ланкашире, по-прежнему последовательно выступали против Конфедерации. Резолюция поддержки Союза была принята жителями Манчестера и отправлена Аврааму Линкольн. Его ответное письмо стало знаменитым::
Я знаю и глубоко сожалею о страданиях, которые трудящиеся Манчестера и всей Европы вынуждены терпеть во время этого кризиса. Часто и старательно представлялось, что попытка свергнуть это правительство, построенное на фундаменте прав человека, и заменить его другим, которое должно основываться исключительно на рабстве, вероятно, получит благосклонность Европы.
Из-за действий нелояльных граждан трудящиеся Европы подверглись суровому суду с целью добиться от них санкции на эту попытку. При данных обстоятельствах я не могу не рассматривать Ваши решительные высказывания по этому вопросу как образец высокого христианского героизма, не превзойденного ни в одну эпоху, ни в одной стране. Это действительно энергичная и вдохновляющая уверенность в неотъемлемой истине и окончательном и универсальном триумфе справедливости, человечности и свободы.

Поэтому я приветствую этот обмен чувствами как предзнаменование того, что, что бы ни случилось, какое бы несчастье ни постигло вашу страну или мою, мир и дружба, которые сейчас существуют между двумя народами, сохранятся, как это будет мое желание. сделать их вечными.
Авраам Линкольн, 19 января 1863 года.
Линкольн стал героем среди британского рабочего класса с прогрессивными взглядами. Его портрет, часто рядом с портретом Джузеппе Гарибальди, украшал стены многих гостиных. Его до сих пор можно увидеть в доме детства Дэвида Ллойд Джорджа, который сейчас является частью Музея Ллойд Джорджа.
Произошедшая осенью 1862 года битва при Энтитеме положила конец наступлению Роберта Ли на север и возможной скорой победе конфедератов.

## Прокламация об освобождении рабов
После победной в битве при Энтитеме Авраам Линкольн 22 сентября выпустил предварительную прокламацию об освобождении рабов предложил конфедератам вернуться в Союз в срок за 100 дней, иначе 1 января 1863 года все удерживаемые ими рабы будут освобождены.
Семья британского министра финансов и высокопоставленного лидера либералов Уильяма Гладстона разбогатела благодаря владению рабами в Вест-Индии. Однако идея рабства была ему отвратительна, сам он выступал за приведение к цивилизации всех народов мира. Гладстон решительно выступал за независимость Конфедерации, после объявления прокламации об освобождении рабов он выступил с позиции, что независимая Конфедерация справится с задачей освобождения рабов лучше, чем вторгшаяся северная армия. Он предупредил, что расовая война неизбежна и оправдает британское вмешательство.
Прокламация также встревожила британского министра иностранных дел Джона Рассела, который ожидал кровавого восстания рабов, в ответ на что было возможным британское вмешательство по гуманитарным соображениям. Однако не было ни восстания рабов, ни расовой войны. Совет военного министра не вступать в войну, а также позиция британского общества убедили кабинет министров не предпринимать никаких действий.

## Дипломатия Конфедереации
Когда началась война с США, лучшей надеждой на выживание Конфедерации стала военная интервенция Великобритании и Франции. США тоже это осознали и ясно дали понять, что признание Конфедерации означает войну и прекращение поставок продовольствия в Великобританию. Надежда конфедератов на силу «короля хлопка» не оправдалась - в 1861 году Великобритания имела достаточно запасов хлопка и гораздо больше зависела от зерна.
За время своего существования правительство Конфедерации неоднократно отправляло делегации в Европу; историки не ставят им высоких оценок за дипломатические способности. Джеймс Мейсон был отправлен в Лондон, а Джон Слайделл - в Париж, оба смогли добиться частных встреч с высокопоставленными британскими и французскими чиновниками, но им не удалось добиться официального признания Конфедерации.
В первые годы войны министр иностранных дел Великобритании Рассел, Наполеон III и, в меньшей степени, премьер-министр Великобритании Пальмерстон исследовали риски и преимущества признания Конфедерации или, по крайней мере, предложения посредничества. Признание означало войну с США, потерю американского зерна, экспорта, инвестиций в американские ценные бумаги, потенциальное вторжение в Канаду и другие североамериканские колонии, более высокие налоги и угрозу британскому торговому флоту. Многие партийные лидеры и широкая общественность Великобритании не хотели войны с такими высокими издержками и скудными выгодами. Вопрос о признании рассматривался после второй битвы при Булл-Ране, когда британское правительство готовилось выступить посредником в конфликте, но победа Союза в битве при Антиетаме и прокламация Линкольна об освобождении в сочетании с внутренней оппозицией заставили правительство отступить.
В 1863 году Конфедерация выслала всех иностранных консулов в лице британских или французских дипломатов за то, что они советовали своим подданным отказаться от участия в боевых действиях против США.
На протяжении войны европейские державы придерживались политики нейтралитета, неофициально встречаясь с дипломатами Конфедерации, но отказываясь от дипломатического признания. Никто никогда не отправлял в Ричмонд посла или официальную делегацию. Однако они применили принципы международного права и признали Союз и Конфедерацию воюющими сторонами. Канада разрешила агентам Конфедерации и Союза открыто работать в пределах своих границ..